# Мёйс, Ян
Ян Мёйс (нидерл. Jan Muijs, 21 февраля 1898 — 15 мая 1968) — нидерландский борец греко-римского стиля, призёр чемпионата мира.

## Биография
Родился в 1898 году в Бевервейке. В 1921 году стал бронзовым призёром чемпионата мира. В 1924 году принял участие в Олимпийских играх в Париже, но занял там лишь 12-е место.